# Mutineries de Spithead et de Nore

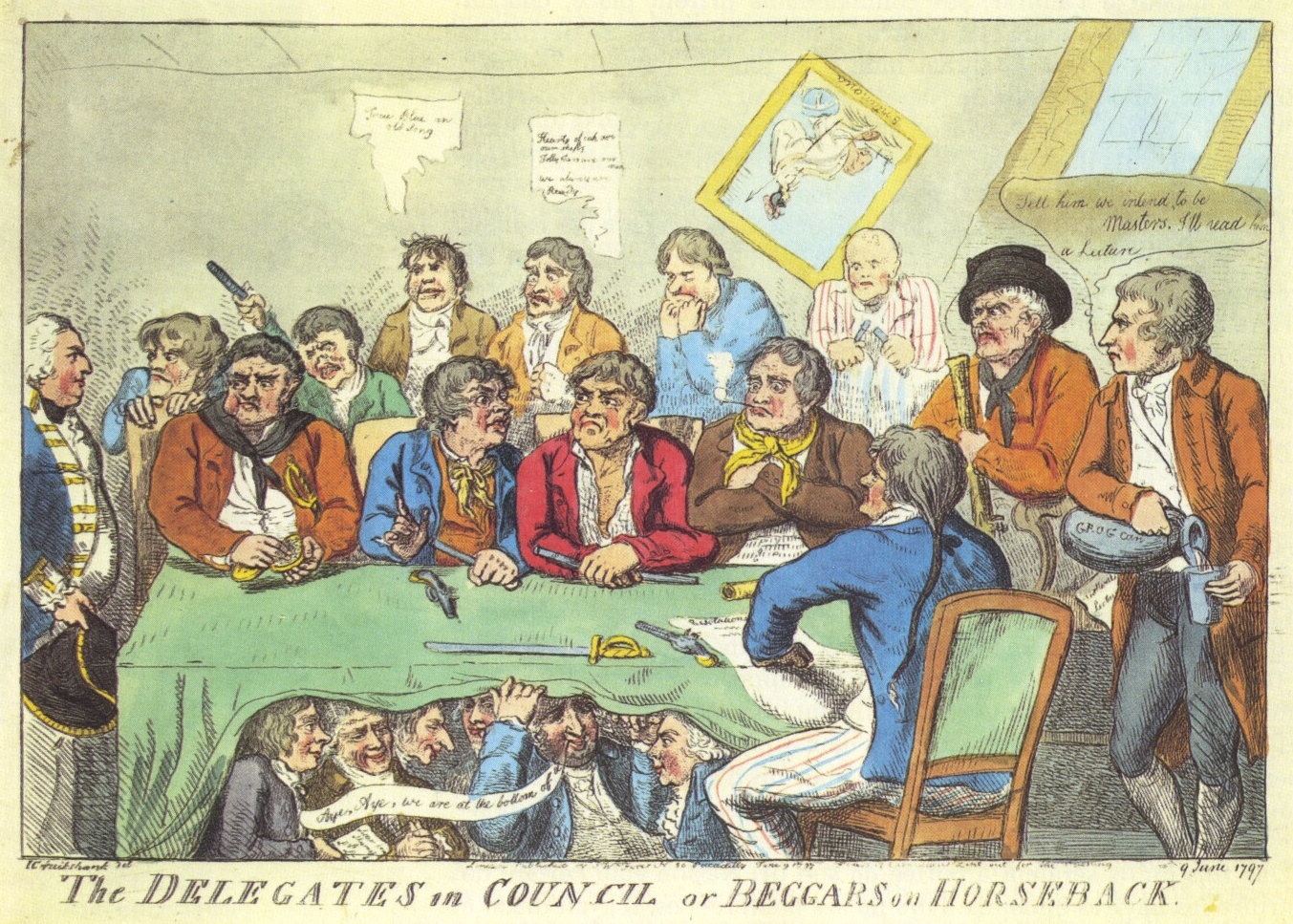
The Delegates in Council, or beggars on horseback, caricature contemporaine

La mutinerie de Spithead, aussi connue sous le nom de « République flottante de Spithead » et la mutinerie de la Nore, sont deux importantes mutineries ayant eu lieu dans la Royal Navy entre mars et juin 1797 sur des flottes au mouillage près des côtes anglaises.

## Le contexte
À la fin du XVIIIe siècle, le Royaume de Grande-Bretagne fonde principalement sa puissance militaire sur sa marine de guerre, la Royal Navy, considérée comme la meilleure au monde. Cependant, les conditions de vie à bord sont très mauvaises pour les équipages et la solde du marin, très basse, n'a pas été augmentée depuis longtemps. En 1797, les effectifs de la Navy, du fait de la reprise de la guerre avec la jeune République française, approchent les 100 000 hommes pour une population britannique alors de huit millions. Les équipages sont composés pour l'essentiel de simples matelots qui se répartissent en trois catégories : les volontaires, qui sont les plus aguerris, ceux issus de la marine marchande recrutés de force par la presse, et les quota men. Le Premier ministre britannique William Pitt, pour satisfaire la demande d'effectifs de la Navy, avait institué un quota d'hommes que devait fournir chaque comté britannique. Les trois catégories sont traitées de la même manière, très durement, par les officiers de la Navy. Une stricte discipline entraîne de fréquentes punitions corporelles sur des équipages de moins en moins bien formés et moins susceptibles d'accepter les dures conditions de la vie à bord.

## Mutinerie de Spithead
C'est dans ces conditions qu'en mars 1797 éclate la mutinerie de Spithead. Les hommes des navires de l'escadre de la Manche, au mouillage dans le Spithead, un bras de mer abrité du vent entre l'île de Wight et Portsmouth, envoient onze pétitions à leur ancien amiral, Richard Howe, désormais à la retraite, et demandent à être reçus et entendus. Le 16 avril, les marins qui prévoyaient la mutinerie depuis plusieurs semaines, refusent d'obéir à l'ordre de prendre la mer. Toutefois, ils maintiennent la discipline à bord des vaisseaux, et créent une structure de commandement composée d'une assemblée générale souveraine, avec des délégués élus. C'est à partir de ce moment qu'on a pu parler de la « république flottante » de Spithead. 
Il s'agit alors d'une mutinerie à tous égards, puisque bien que les marins aient maintenu la discipline à bord, ils ont non seulement refusé d'obéir à un ordre direct venant de supérieurs hiérarchiques, mais aussi déposé leurs officiers.
L'Amirauté, après avoir tenté sans succès de réduire la mutinerie par la force, accepte finalement d'envoyer Richard Howe pour négocier avec les mutins. Après plusieurs concessions, concernant principalement les conditions de vie à bord et la solde, l'ensemble de la flotte consent à reprendre son service le 15 mai 1797 et l'affaire est close par un « pardon royal ».

## Mutinerie de la Nore
Dans le même temps, le 12 mai, une autre mutinerie plus violente éclate au mouillage de la Nore, un banc de sable situé dans l'estuaire de la Tamise, près de Sheerness dans le Kent. Les officiers y sont maltraités par leurs équipages, fouettés, enduits de goudron, etc. Les mutins réclament le droit de refuser des officiers impopulaires, davantage de permissions, une répartition plus équitable des prises de mer — seul le quart des cargaisons des navires ennemis est alors partagé entre les hommes du rang —, le pardon pour les déserteurs qui acceptent de revenir dans la Navy... Les navires arborent alors un pavillon rouge, symbole de la mutinerie.  Ces exigences commencent bientôt à être partagées par les marins de l'escadre de la mer du Nord du port de Yarmouth. 
L'Amirauté ne cède pas et fait le blocus de la flotte amarrée au Nore dans le but d'affamer les mutins. Ceux-ci décident alors de faire le blocus de la Tamise pour bloquer le ravitaillement de Londres. 

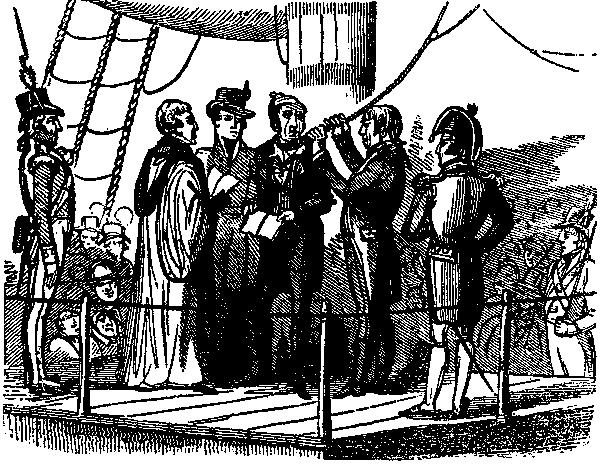
Pendaison de Richard Parker.

L'Amirauté va réussir à rallier certains bateaux mutins puis n'hésite pas ensuite à ouvrir le feu sur les autres navires. L'unité des mutins se délite et leurs chefs ne sont plus écoutés quand ils donnent l'ordre de fuir vers le port de la République batave de Texel. Le 13 juin, la mutinerie prend fin et la répression de l'Amirauté, (à laquelle participera Lord Saint-Vincent) sera très dure : 59 matelots sont condamnés à mort dont 29 sont effectivement pendus, les autres condamnés à des peines de prison ou des châtiments corporels (le fouet). Deux cents à trois cents marins, sur les 3500 mutins, fuient à l'étranger pour échapper à la pendaison.

## Recherche de responsabilités
Ces deux mutineries laisseront de profondes traces et un grand traumatisme dans la Royal Navy et dans l'establishment londonien. Lord Arden déclarera : « C'est la crise la plus affreuse que ces royaumes [Angleterre et Écosse] aient jamais vue ». Une partie de l'opinion publique voit cette mutinerie favorablement ce qui inquiète le gouvernement. 
On accuse alors la France révolutionnaire d'être à l'origine de cette mutinerie. La presse britannique compare un des meneurs, Richard Parker, à Robespierre. Le Premier ministre William Pitt et son ministre de l'Intérieur William Cavendish-Bentinck, duc de Portland, sont persuadés d'une manœuvre du Directoire français, évoquant une mobilisation au même moment de la flotte française de Brest ou de celle, alliée de la France, de la République batave à Texel. Ils accusent également la London Corresponding Society fondée quelques années plus tôt et qui promeut le suffrage universel. Cette idée d'un complot extérieur à la Navy restera ancrée dans l'historiographie britannique tout au long du XIXe alors que dès la crise, Aaron Graham, un magistrat envoyé secrètement par le gouvernement britannique pour espionner dans les ports et les tavernes autour de la Nore avait conclu qu'il n'y avait aucun signe d'une implication de sociétés secrètes révolutionnaires britanniques, ni d'agent étrangers et que les marins restaient très attachés au roi. D'ailleurs le 4 juin, jour d'anniversaire du souverain, chaque navire mutin tira une salve et hissa l'emblème royal. Les idées politiques et les revendications tirent sans doute leur origine dans les mouvements égalitaristes des Bêcheux ou Piocheurs (Diggers) et les Niveleurs (Levellers) du siècle précédent et de la guerre civile anglaise. Il fut aussi avancé un peu plus tard le rôle des mouvements nationalistes irlandais. Les Irlandais constituaient alors 25% des effectifs de la Navy et certains y avaient été envoyés par les tribunaux pour leur activité nationaliste. Mais on ne retrouve pas d'Irlandais dans les meneurs de la mutinerie et leur proportion dans les délégués (12%), est inférieure à leur présence dans la Navy
Plusieurs historiens britanniques au XXe siècle comme EP Thomson, spécialistes de l'histoire des classes populaires, confirmeront qu'il s'agissait d'une révolte spontanée, due aux conditions de vie (par exemple, les navires dont la coque était désormais protégée par des plaques de cuivre depuis une vingtaine d'années avaient moins besoin de passer au radoub, ce qui avait allongé d'autant la durée du service en mer), à la solde qui n'avait pas été augmentée depuis 1652 alors que les prix avaient monté, et aux modes de recrutement de la Navy à cette période, pour satisfaire le besoin en effectifs.

## Les conséquences
La mutinerie ne représentait pas un réel risque extérieur pour la Navy. L'escadre de Spithead était une escadre importante, mais la France à ce moment-là ne représentait pas un danger dans la Manche. La Navy avait néanmoins réglé le problème assez rapidement en acceptant de négocier. La flotte de la Nore était une flotte secondaire, assez disparate dont une partie servait aux tâches de pilotage dans l'estuaire de la Tamise. Le risque était plus important si la mutinerie gagnait l'escadre de la mer du Nord, ce dont aurait alors pu profiter l'expérimentée marine néerlandaise. Mais les mutins, qui maintenaient la discipline à bord, avaient toujours signifié qu'ils combattraient si une flotte ennemie attaquait.
Une crainte obsessionnelle de la mutinerie se développera dans l'esprit des officiers, qui vont par la suite appliquer la discipline plus strictement encore ; la crainte d'une rébellion sera grande dans les années qui suivirent. Tout cela n'empêchera cependant pas la Navy d'être un peu plus tard l'élément décisif de la résistance de l'Angleterre face à Napoléon. En effet, la bataille de Trafalgar en 1805 démontra la supériorité de la marine britannique, qui ne souffrit dès lors d'aucune rivale dans le monde jusqu'au début du XXe siècle.